# Kundapura (taluk)
Kundapura (kannada/tulu: ಕುಂದಾಪುರ) är ett underdistrikt (taluk) i den indiska delstaten Karnataka. Huvudorten är staden Kundapura.